# Akeleye
Akeleye er en dansk uradelsslægt, som har navn efter blomsten i deres våbenskjold. Slægten uddøde på mandslinjen i 1822